# Пинкни, Томас
Томас Пинкни (англ. Thomas Pinckney; 23 октября 1750 — 2 ноября 1828) — американский политик, дипломат и военный, участник Войны за независимость США и Англо-американской войны, который дослужился до звания генерал-майора. Он служил вторым послом США в Великобритании и 36-м губернатором Южной Каролины. В 1796 году во время президентских выборов он был одним из кандидатов в президенты от партии федералистов.
Пинкни родился в известной семье в Чарльзтауне (Чарлстоне) в британской провинции Южная Каролина, обучался в Европе, а с началом Войны за независимость вернулся в Америку и стал адъютантом при генерале Горацио Гейтсе. После войны он управлял плантацией и стал губернатором Южной Каролины (1787—1789). Он был председателем конвента, который ратифицировал Конституцию США. В 1792 году президент Вашингтон назначил его послом в Великобританию. В 1795 году он был направлен послом в Испанию, и заключил так называемый Договор Пинкни, определивший границы между США и испанской Флоридой. После этого успеха партия федералистов выдвинула его кандидатом в президенты на выборах 1796 года (вместе с Джоном Адамсом). На выборах победил Адамс, а вице-президентом стал Джефферсон. Пинкни стал делегатом Палаты представителей (1797—1801). Его брат Чарльз Пинкни был кандидатом в вице-президенты на выборах 1800 года и кандидатом в президенты на выборах 1804 и 1808 года. Когда началась война с Англией, Пинкни вступил в армию в звании генерал-майора.

### Статьи
- Samuel Flagg Bemis. The London Mission of Thomas Pinckney, 1792-1796 (англ.) // The American Historical Review. — Oxford University Press, 1923. — Vol. 28, iss. 2. — P. 228—247. — JSTOR pdf/1835624.pdf.
- Arthur Scherr. The Significance of Thomas Pinckney's Candidacy in the Election of 1796 (англ.) // The South Carolina Historical Magazine. — South Carolina Historical Society, 1975. — Vol. 76, iss. 2. — P. 51—59.